# 24. српска бригада НОВЈ
Двадесет четврта српска бригада НОВЈ формирана је 28. септембра 1944. године у селу Трговишту код Сокобање, са три батаљона, али је већ 4. октобра имала четири батаљона. Од дана формирања до маја 1945. бројно стање повећано је од 600 на 3500 бораца. До краја рата у свом саставу је формирала још пионирску чету, чету за везу, извиђачки вод и друге приштапске делове. Дејствовала је у саставу 45. дивизије и учествовала у свим борбама које је до краја рата водила 45. дивизија. Посебно се истакла у борби са четницима 1. октобра код села Мутнице код Параћина; за време извођења Нишке операције кад је са деловима 223. дивизије Црвене армије 12. октобра ослободила Алексинац; у борби са четницима на планини Озрену у источној Босни од 8. до 12. фебруара 1945, у борбама за ослобођење Дервенте од 18. до 19. априла, за Босанску Градишку 23. априла и Дубицу 28. априла.